# 454 Kozacki Pułk Kawalerii
454 Kozacki Pułk Kawalerii (ros. 454-й казачий кавалерийский полк) – kolaboracyjna jednostka wojskowa złożona z Kozaków podczas II wojny światowej
Jesienią 1942 r. w Stawropolu zostały sformowane 1 i 2 Kozackie Dywizjony Konne. Liczyły one po ok. 700 żołnierzy każdy. Były podporządkowane dowództwu niemieckiej 454 Dywizji Ochronnej gen. Hellmutha Kocha. Początkowo działały przeciw partyzantom. Wiosną 1943 r. walczyły z Armią Czerwoną na froncie nad rzeką Mius. Następnie zostały połączone w 454 Kozacki Pułk Kawalerii, składający się z czterech szwadronów. Przeniesiono go do okupowanej Francji, gdzie zwalczał miejscową partyzantkę. W 1944 r. dwa szwadrony pułku zostały okrążone w miasteczku Pontalier przez oddziały partyzanckie i regularnej armii francuskiej, a następnie zniszczone. Resztki szwadronów, którym udało się zbiec, zostały dołączone do 360 Kozackiego Pułku Grenadierów mjr. Ewerta von Rentelna. Natomiast dwa pozostałe szwadrony weszły w skład 5 Ochotniczego Pułku Kadrowego Freiwilligen-Stamm-Division gen. Wilhelma von Henninga.